# Église Saint-Gervais-et-Saint-Protais de Mieussy
L'église Saint-Gervais-et-Saint-Protais est une église située à Mieussy, en France. L'église est dédiée aux frères jumeaux Gervais et Protais, morts en martyrs, fils de saint Vital de Ravenne et de la bienheureuse Valérie, vivant au Ier siècle sous le règne de l'empereur Néron.

## Localisation
L'église est située sur la commune de Mieussy, à une altitude 683 mètres, dans le département français de la Haute-Savoie.

## Historique
Selon le Régeste genevois, Aymon de Grandson, évêque de Genève, donne à son chapitre l'église de Mieussy et les droits attenants le 28 février 1218,. L'église est dédiée aux frères jumeaux Gervais et Protais.
L'église est consacrée le 20 janvier 1485.

## Description
Construite dans un style gothique tardif, au XVe siècle. La nef et le chœur possèdent chacun deux travées.
Le portail occidental, considéré comme remarquable, est inscrit partiellement aux MH depuis 1926; il est daté de 1535,.
Elle possède un clocher à bulbe supporté par une tourelle à pans coupés.
Une de ses 4 cloches en bronze datée de 1559, nommée "La Gervaise", est un objet classé depuis le 14 décembre 1906 ; elle a été recoulée au XVIe siècle à l'identique, et en 1946 par la fonderie Paccard. Sur un côté, elle est ornée d'un écu de Savoie surmonté de deux lauriers.
Son portail est inscrit au titre des monuments historiques le 14 avril 1926.

## Galerie

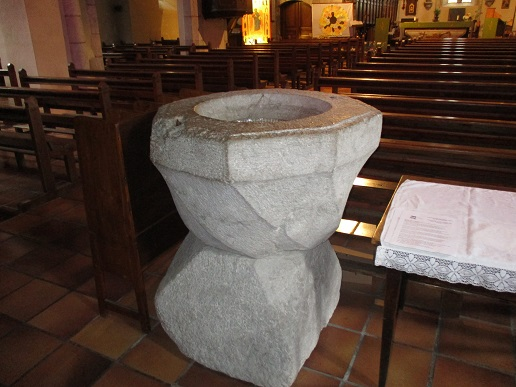
Le bénitier sculpté en pierre
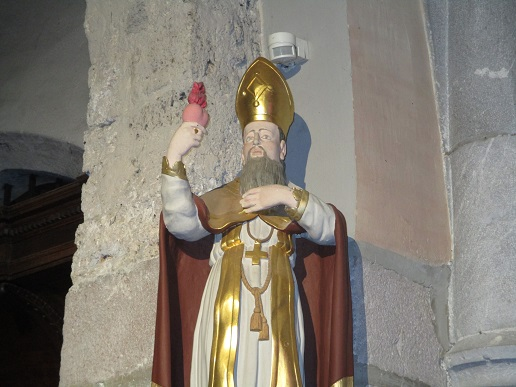
Saint-François de Sales tenant un cœur
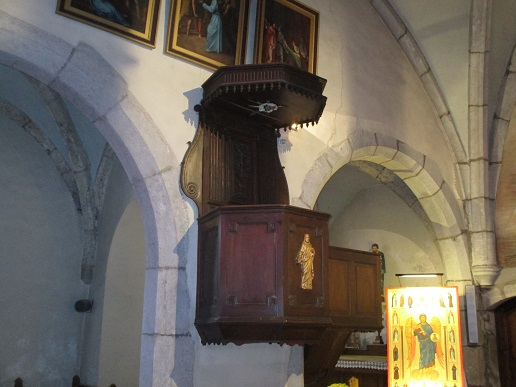
La Chaire
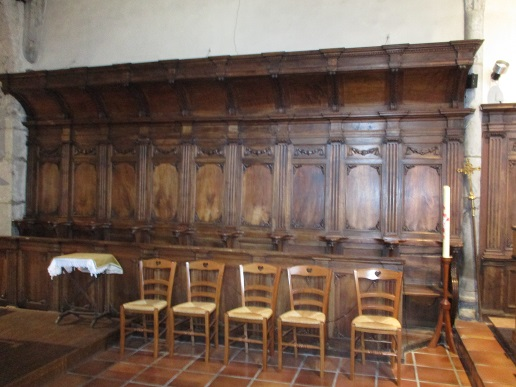
Les stalles gauche
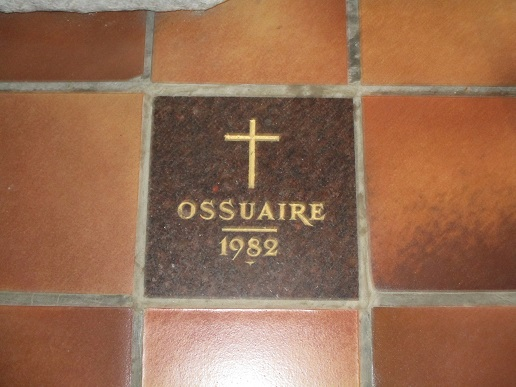
L'ossuaire de 1982
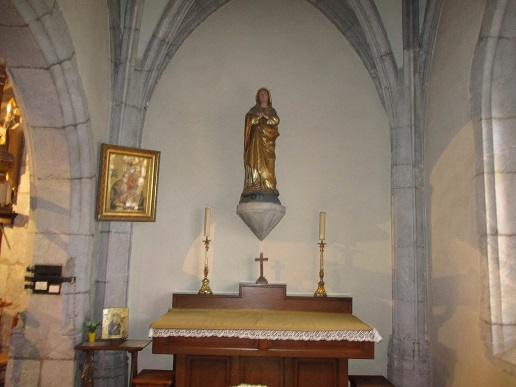
Chapelle droite
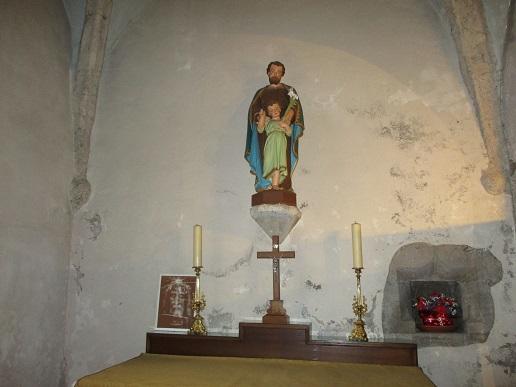
Chapelle gauche
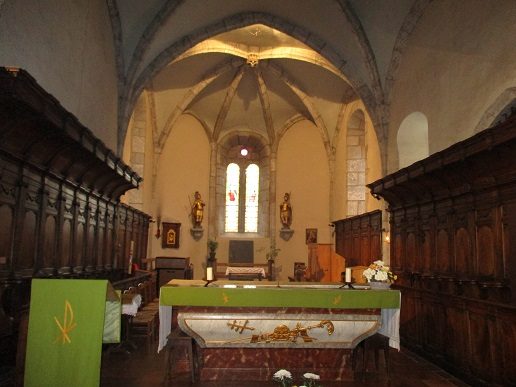
Le chœur
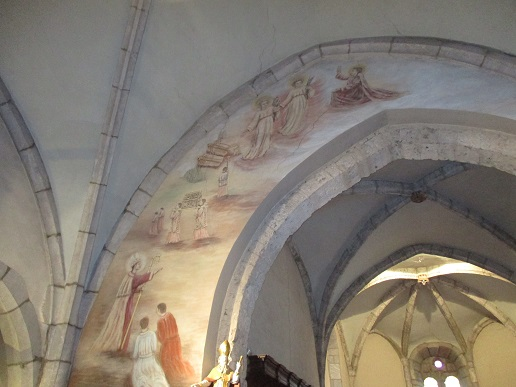
Fresque en arc
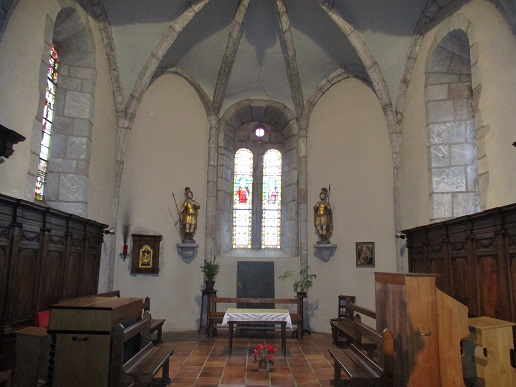
Le fond du chœur